# Avesta kyrka
Avesta kyrka är en kyrkobyggnad i Avesta. Den är församlingskyrka i Avesta församling i Västerås stift. Kyrkan står nära Dalälven vid Koppardalen och på andra sidan vägen från stadsdelen Gamla byn.

## Kyrkobyggnaden
Bygget av kyrkan påbörjades 1651 av myntmästaren Marcus Kock och adventssöndagen 1655 kunde kyrkan invigas. Till det yttre var kyrkan klar men mycket arbete återstod på insidan. En läktare byggdes 1662 (renoverad 1747). Av sex ljuskronor var en som skänkts av Karl X Gustav, som tidigare funnits på Fredensborgs slott i Danmark. 1722 skänktes ett urverk till tornet av bergslaget. En altartavla sattes upp som tidigare suttit i Tyska kyrkan i Stockholm. En bruddräkt blev testamenterad av fru Christina Cronström (1678-1758) på Brogård säteri. I september 1803 härjade en våldsam brand i Avesta då även kyrkan skadades. Kyrkans torn och yttertak förstördes, likaså dess fristående klockstapel med klockor. Ytterväggarna och valven klarade sig däremot. Nuvarande kyrktorn uppfördes år 1851-52.

## Läktarorgeln
- 1666 skänktes ett Positiv till kyrkan av Lars Rothof att användas som orgel.[1]
- 1734 inköptes ett orgelverk.
- 1885 byggde E. A. Setterquist & Son, Örebro, en orgel med 15 stämmor fördelade på två manualer.

- 1938 byggdes en orgel av A. Magnusson Orgelbyggeri AB, Göteborg. 1955 blev den omdisponerad av samma firma. 1989 genomfördes en renovering av Bröderna Moberg, Sandviken

| Man I. Huvudverk    | Man II. Positiv (sv) | Man III. Svällverk | Pedal                                                                                            |
| ------------------- | -------------------- | ------------------ | ------------------------------------------------------------------------------------------------ |
| Principal 16'       | Quintadena 8'        | Hornprincipal 8'   | Kontrabas 16' (trans.)                                                                           |
| Principal 8'        | Gedackt 8'           | Rörflöjt 8'        | Subbas 16'                                                                                       |
| Flûte harmonique 8' | Gemshorn 4'          | Salicional 8'      | Oktavbas 8'                                                                                      |
| Borduna 8'          | Waldflöjt 2'         | Principal 4'       | Gedacktbas 8'                                                                                    |
| Oktava 4'           | Scharf 4 chor        | Flöjt 4'           | Koralbas 4'                                                                                      |
| Nachthorn 4'        | Sesquialtera 2 chor  | Spetsquint 2 2/3'  | Rauschquint 2 chor                                                                               |
| Quinta 2 2/3'       | Krumhorn 8'          | Blockflöjt 2'      | Basun 16'                                                                                        |
| Oktava 2'           | Tremulant            | Ters 1 3/5'        | Regal 4'                                                                                         |
| Mixtur 4 chor       |                      | Sifflöjt 1'        |                                                                                                  |
| Trumpet 8'          |                      | Corno 8'           |                                                                                                  |
|                     |                      |                    | Koppel: III/II, III/I, II/I, III/P, II/P, I/P, III 16'/III, I 4'/I, II 16'/I, II 4'/I, III 4'/P. |